# Serie A1 2007-2008 (pallavolo femminile)
La Serie A1 italiana di pallavolo femminile 2007-2008 si è svolta dal 5 ottobre 2007 al 28 aprile 2008: al torneo hanno partecipato dodici squadre di club italiane e la vittoria finale è andata per la prima al Robursport Volley Pesaro.

## Regolamento

### Formula
Le squadre hanno disputato un girone all'italiana, con gare di andata e ritorno, per un totale di ventidue giornate; al termine della regular season:
- Le prime otto classificate hanno acceduto ai play-off scudetto, strutturati in quarti di finale, semifinali, entrambe giocate al meglio di due vittorie su cinque gare, e finale, giocata al meglio di tre vittorie su cinque gare.
- L'ultima classificata è retrocessa in Serie A2.

### Criteri di classifica
Se il risultato finale è stato di 3-0 o 3-1 sono stati assegnati 3 punti alla squadra vincente e 0 a quella sconfitta, se il risultato finale è stato di 3-2 sono stati assegnati 2 punti alla squadra vincente e 1 a quella sconfitta.
L'ordine del posizionamento in classifica è stato definito in base a:
- Punti;
- Numero di partite vinte;
- Ratio dei set vinti/persi;
- Ratio dei punti realizzati/subiti.

## Squadre partecipanti
Al campionato di Serie A1 2007-08 hanno partecipato dodici squadre: quelle neopromosse dalla Serie A2 sono state la Futura Volley Busto Arsizio, vincitrice del campionato, e il Sassuolo Volley, vincitrice dei play-off promozione; una squadra che ha avuto il diritto di partecipazione, ossia il Volley Club Padova, ha rinunciato all'iscrizione: questa ha ceduto il titolo sportivo al Forlì.
| Club               | Città              | Palazzetto                         | Stagione precedente                                |
| ------------------ | ------------------ | ---------------------------------- | -------------------------------------------------- |
| Altamura           | Altamura           | PalaBaldassarra Altamura           | 9ª in Serie A1                                     |
| Bergamo            | Bergamo            | PalaNorda Bergamo                  | 4ª in Serie A1; Quarti di finale play-off scudetto |
| Busto Arsizio      | Busto Arsizio      | PalaYamamay Busto Arsizio          | 1ª in Serie A2                                     |
| Chieri             | Chieri             | PalaMaddalene Chieri               | 6ª in Serie A1; Quarti di finale play-off scudetto |
| Forlì              | Forlì              | PalaGalassi Forlì                  | 12ª in Serie A1                                    |
| Giannino Pieralisi | Jesi               | PalaTriccoli Jesi                  | 2ª in Serie A1; Finale play-off scudetto           |
| Asystel            | Novara             | PalaDalLago Novara                 | 1ª in Serie A1; Semifinali play-off scudetto       |
| Sirio Perugia      | Perugia            | PalaEvangelisti Perugia            | 5ª in Serie A1; Campione d'Italia                  |
| Robursport Pesaro  | Pesaro             | PalaDionigi Sant'Angelo in Lizzola | 3ª in Serie A1; Semifinali play-off scudetto       |
| Santeramo          | Santeramo in Colle | PalaCooper Santeramo in Colle      | 10ª in Serie A1                                    |
| Sassuolo           | Sassuolo           | PalaPaganelli Sassuolo             | 3ª in Serie A2; Vincitrice play-off promozione     |
| Vicenza            | Vicenza            | PalaRuggi Imola                    | 7ª in Serie A1; Quarti di finale play-off scudetto |

## Torneo

### Regular season

#### Risultati
| Prima giornata |                      |     |                                   |
|                |                      |     |                                   |
| 07-10          | Novara-Vicenza       | 3-0 | 25-18, 25-21, 25-22               |
| 07-10          | Pesaro-Busto Arsizio | 3-0 | 27-25, 25-22, 29-27               |
| 05-10          | Altamura-Chieri      | 3-2 | 20-25, 25-20, 25-22, 23-25, 15-10 |
| 07-10          | Jesi-Sassuolo        | 3-1 | 25-23, 25-12, 24-26, 25-21        |
| 07-10          | Bergamo-Forlì        | 3-0 | 25-15, 25-18, 25-9                |
| 07-10          | Perugia-Santeramo    | 3-0 | 25-19, 25-16, 25-19               |

| Seconda giornata |                        |     |                            |
|                  |                        |     |                            |
| 10-10            | Vicenza-Pesaro         | 0-3 | 21-25, 22-25, 11-25        |
| 10-10            | Chieri-Jesi            | 3-1 | 25-20, 20-25, 26-24, 25-20 |
| 10-10            | Busto Arsizio-Altamura | 3-0 | 25-20, 25-20, 25-17        |
| 10-10            | Sassuolo-Novara        | 1-3 | 22-25, 25-22, 21-25, 23-25 |
| 10-10            | Santeramo-Bergamo      | 0-3 | 19-25, 22-25, 19-25        |
| 10-10            | Forlì-Perugia          | 1-3 | 23-25, 26-24, 10-25, 18-25 |

| Terza giornata |                       |     |                            |
|                |                       |     |                            |
| 14-10          | Pesaro-Perugia        | 3-1 | 25-22, 25-22, 23-25, 26-24 |
| 14-10          | Bergamo-Chieri        | 3-1 | 25-18, 25-15, 20-25, 25-23 |
| 12-10          | Vicenza-Busto Arsizio | 0-3 | 20-25, 16-25, 20-25        |
| 14-10          | Jesi-Santeramo        | 3-1 | 25-21, 21-25, 25-18, 25-21 |
| 14-10          | Novara-Forlì          | 3-0 | 25-16, 25-14, 25-18        |
| 14-10          | Altamura-Sassuolo     | 0-3 | 19-25, 12-25, 20-25        |

| Quarta giornata |                        |     |                                   |
|                 |                        |     |                                   |
| 17-10           | Bergamo-Jesi           | 3-0 | 25-21, 25-23, 25-17               |
| 17-10           | Perugia-Altamura       | 3-0 | 25-18, 25-16, 25-13               |
| 17-10           | Chieri-Pesaro          | 2-3 | 25-19, 22-25, 17-25, 26-24, 10-15 |
| 17-10           | Santeramo-Novara       | 3-2 | 25-20, 22-25, 25-21, 11-25, 15-13 |
| 17-10           | Forlì-Vicenza          | 1-3 | 21-25, 25-22, 17-25, 27-29        |
| 17-10           | Sassuolo-Busto Arsizio | 0-3 | 25-27, 21-25, 17-25               |

| Quinta giornata |                         |     |                                   |
|                 |                         |     |                                   |
| 25-11           | Jesi-Perugia            | 0-3 | 18-25, 17-25, 22-25               |
| 28-11           | Pesaro-Bergamo          | 2-3 | 25-19, 25-23, 19-25, 21-25, 14-16 |
| 25-11           | Novara-Chieri           | 3-0 | 25-23, 25-21, 25-18               |
| 25-11           | Altamura-Forlì          | 3-1 | 22-25, 25-23, 25-20, 25-20        |
| 25-11           | Vicenza-Sassuolo        | 3-1 | 23-25, 25-20, 25-21, 25-20        |
| 25-11           | Busto Arsizio-Santeramo | 3-0 | 25-22, 25-19, 25-20               |

| Sesta giornata |                      |     |                                   |
|                |                      |     |                                   |
| 02-12          | Jesi-Vicenza         | 3-2 | 25-22, 25-20, 27-29, 22-25, 16-14 |
| 02-12          | Perugia-Novara       | 3-1 | 22-25, 25-21, 25-23, 25-17        |
| 02-12          | Bergamo-Altamura     | 3-0 | 25-12, 26-24, 25-23               |
| 04-12          | Sassuolo-Pesaro      | 0-3 | 22-25, 26-28, 20-25               |
| 02-12          | Chieri-Busto Arsizio | 2-3 | 25-22, 20-25, 25-16, 20-25, 7-15  |
| 02-12          | Santeramo-Forlì      | 3-0 | 25-16, 25-21, 25-17               |

| Settima giornata |                       |     |                            |
|                  |                       |     |                            |
| 09-12            | Novara-Jesi           | 3-0 | 25-17, 25-23, 25-21        |
| 09-12            | Altamura-Pesaro       | 0-3 | 14-25, 19-25, 17-25        |
| 09-12            | Vicenza-Bergamo       | 1-3 | 26-24, 20-25, 22-25, 19-25 |
| 09-12            | Busto Arsizio-Perugia | 1-3 | 23-25, 25-18, 15-25, 19-25 |
| 09-12            | Forlì-Chieri          | 3-0 | 25-22, 30-28, 26-24        |
| 09-12            | Sassuolo-Santeramo    | 3-0 | 25-19, 25-19, 25-20        |

| Ottava giornata |                    |     |                                   |
|                 |                    |     |                                   |
| 16-12           | Novara-Altamura    | 3-1 | 20-25, 25-10, 25-18, 25-18        |
| 16-12           | Pesaro-Forlì       | 3-0 | 25-22, 25-22, 25-11               |
| 15-12           | Perugia-Chieri     | 3-2 | 19-25, 19-25, 25-15, 25-19, 15-10 |
| 16-12           | Jesi-Busto Arsizio | 3-1 | 25-18, 25-22, 23-25, 25-21        |
| 14-12           | Bergamo-Sassuolo   | 3-0 | 25-17, 25-17, 25-17               |
| 12-12           | Santeramo-Vicenza  | 3-2 | 25-19, 25-27, 24-26, 25-23, 15-12 |

| Nona giornata |                      |     |                                   |
|               |                      |     |                                   |
| 22-12         | Altamura-Jesi        | 3-1 | 25-21, 8-25, 25-21, 25-17         |
| 23-12         | Perugia-Bergamo      | 3-2 | 20-25, 23-25, 25-19, 25-17, 15-12 |
| 22-12         | Pesaro-Santeramo     | 3-1 | 30-32, 25-20, 25-20, 25-14        |
| 19-12         | Chieri-Vicenza       | 3-1 | 25-15, 25-21, 18-25, 25-20        |
| 22-12         | Busto Arsizio-Novara | 1-3 | 25-21, 24-26, 23-25, 21-25        |
| 22-12         | Forlì-Sassuolo       | 0-3 | 19-25, 23-25, 22-25               |

| Decima giornata |                     |     |                                   |
|                 |                     |     |                                   |
| 26-12           | Santeramo-Altamura  | 3-1 | 25-23, 21-25, 25-21, 25-20        |
| 26-12           | Jesi-Pesaro         | 1-3 | 25-17, 18-25, 16-25, 20-25        |
| 26-12           | Novara-Bergamo      | 3-2 | 25-22, 15-25, 25-21, 22-25, 15-8  |
| 26-12           | Vicenza-Perugia     | 0-3 | 21-25, 17-25, 18-25               |
| 26-12           | Busto Arsizio-Forlì | 3-0 | 25-19, 25-21, 25-18               |
| 26-12           | Sassuolo-Chieri     | 2-3 | 19-25, 26-24, 25-17, 23-25, 10-15 |

| Undicesima giornata |                       |     |                            |
|                     |                       |     |                            |
| 29-12               | Pesaro-Novara         | 3-0 | 25-22, 25-20, 25-18        |
| 29-12               | Altamura-Vicenza      | 3-1 | 25-16, 25-19, 18-25, 25-21 |
| 29-12               | Chieri-Santeramo      | 3-0 | 25-17, 25-21, 25-12        |
| 29-12               | Bergamo-Busto Arsizio | 3-0 | 25-20, 25-13, 25-14        |
| 29-12               | Forlì-Jesi            | 0-3 | 17-25, 20-25, 17-25        |
| 29-12               | Perugia-Sassuolo      | 3-0 | 25-20, 25-16, 25-19        |

| Dodicesima giornata |                      |     |                                   |
|                     |                      |     |                                   |
| 27-01               | Vicenza-Novara       | 2-3 | 25-18, 26-24, 21-25, 15-25, 7-15  |
| 27-01               | Busto Arsizio-Pesaro | 3-2 | 26-24, 25-15, 21-25, 24-26, 18-16 |
| 25-01               | Chieri-Altamura      | 1-3 | 25-27, 27-25, 23-25, 20-25        |
| 27-01               | Sassuolo-Jesi        | 2-3 | 24-26, 25-21, 25-18, 17-25, 17-19 |
| 27-01               | Forlì-Bergamo        | 0-3 | 16-25, 21-25, 12-25               |
| 26-01               | Santeramo-Perugia    | 0-3 | 19-25, 20-25, 11-25               |

| Tredicesima giornata |                        |     |                            |
|                      |                        |     |                            |
| 03-02                | Pesaro-Vicenza         | 3-0 | 25-19, 25-19, 25-19        |
| 02-02                | Jesi-Chieri            | 3-0 | 26-24, 25-19, 25-20        |
| 03-02                | Altamura-Busto Arsizio | 1-3 | 22-25, 27-25, 21-25, 20-25 |
| 03-02                | Novara-Sassuolo        | 0-3 | 23-25, 19-25, 19-25        |
| 30-01                | Bergamo-Santeramo      | 3-1 | 21-25, 25-17, 25-20, 25-14 |
| 02-02                | Perugia-Forlì          | 3-0 | 25-20, 25-22, 25-19        |

| Quattordicesima giornata |                       |     |                                   |
|                          |                       |     |                                   |
| 06-02                    | Perugia-Pesaro        | 0-3 | 19-25, 22-25, 25-27               |
| 06-02                    | Chieri-Bergamo        | 1-3 | 24-26, 25-21, 13-25, 20-25        |
| 06-02                    | Busto Arsizio-Vicenza | 3-1 | 25-18, 31-29, 23-25, 25-22        |
| 05-02                    | Santeramo-Jesi        | 3-1 | 35-33, 21-25, 25-19, 25-18        |
| 06-02                    | Forlì-Novara          | 2-3 | 25-16, 17-25, 15-25, 25-22, 11-15 |
| 06-02                    | Sassuolo-Altamura     | 3-0 | 25-19, 26-24, 25-20               |

| Quindicesima giornata |                        |     |                                  |
|                       |                        |     |                                  |
| 09-02                 | Jesi-Bergamo           | 3-1 | 25-22, 22-25, 25-15, 25-20       |
| 09-02                 | Altamura-Perugia       | 1-3 | 19-25, 25-21, 16-25, 24-26       |
| 10-02                 | Pesaro-Chieri          | 3-1 | 19-25, 32-30, 26-24, 32-30       |
| 10-02                 | Novara-Santeramo       | 3-2 | 39-37, 16-25, 25-9, 23-25, 15-12 |
| 10-02                 | Vicenza-Forlì          | 3-1 | 25-14, 25-19, 16-25, 25-14       |
| 08-02                 | Busto Arsizio-Sassuolo | 3-1 | 25-19, 25-22, 22-25, 25-23       |

| Sedicesima giornata |                         |     |                                   |
|                     |                         |     |                                   |
| 17-02               | Perugia-Jesi            | 1-3 | 21-25, 25-23, 19-25, 19-25        |
| 15-02               | Bergamo-Pesaro          | 2-3 | 25-22, 22-25, 19-25, 25-16, 18-20 |
| 17-02               | Chieri-Novara           | 0-3 | 21-25, 19-25, 20-25               |
| 17-02               | Forlì-Altamura          | 0-3 | 26-28, 18-25, 23-25               |
| 17-02               | Sassuolo-Vicenza        | 3-1 | 25-19, 25-20, 22-25, 28-26        |
| 17-02               | Santeramo-Busto Arsizio | 3-1 | 25-22, 25-20, 17-25, 25-18        |

| Diciassettesima giornata |                      |     |                                   |
|                          |                      |     |                                   |
| 24-02                    | Vicenza-Jesi         | 0-3 | 19-25, 17-25, 21-25               |
| 24-02                    | Novara-Perugia       | 0-3 | 22-25, 21-25, 22-25               |
| 24-02                    | Altamura-Bergamo     | 2-3 | 25-16, 25-27, 25-18, 21-25, 9-15  |
| 24-02                    | Pesaro-Sassuolo      | 3-2 | 21-25, 26-24, 25-23, 21-25, 15-12 |
| 22-02                    | Busto Arsizio-Chieri | 3-0 | 25-19, 25-21, 25-16               |
| 24-02                    | Forlì-Santeramo      | 0-3 | 21-25, 16-25, 19-25               |

| Diciottesima giornata |                       |     |                                   |
|                       |                       |     |                                   |
| 01-03                 | Jesi-Novara           | 0-3 | 18-25, 27-29, 26-28               |
| 02-03                 | Pesaro-Altamura       | 3-0 | 25-14, 25-19, 25-23               |
| 02-03                 | Bergamo-Vicenza       | 2-3 | 25-17, 23-25, 25-16, 13-25, 7-15  |
| 29-02                 | Perugia-Busto Arsizio | 3-2 | 21-25, 26-24, 24-26, 25-21, 15-12 |
| 02-03                 | Chieri-Forlì          | 3-0 | 25-22, 31-29, 25-18               |
| 02-03                 | Santeramo-Sassuolo    | 3-0 | 25-16, 25-23, 25-19               |

| Diciannovesima giornata |                    |     |                            |
|                         |                    |     |                            |
| 09-03                   | Altamura-Novara    | 0-3 | 21-25, 20-25, 13-25        |
| 09-03                   | Forlì-Pesaro       | 0-3 | 12-25, 20-25, 27-29        |
| 09-03                   | Chieri-Perugia     | 1-3 | 25-23, 22-25, 22-25, 20-25 |
| 09-03                   | Busto Arsizio-Jesi | 1-3 | 23-25, 25-23, 11-25, 23-25 |
| 08-03                   | Sassuolo-Bergamo   | 1-3 | 26-28, 25-18, 16-25, 20-25 |
| 09-03                   | Vicenza-Santeramo  | 0-3 | 22-25, 18-25, 22-25        |

| Ventesima giornata |                      |     |                            |
|                    |                      |     |                            |
| 16-03              | Jesi-Altamura        | 3-0 | 26-24, 25-15, 25-21        |
| 16-03              | Bergamo-Perugia      | 3-0 | 29-27, 25-17, 25-18        |
| 12-03              | Santeramo-Pesaro     | 0-3 | 18-25, 23-25, 22-25        |
| 19-03              | Vicenza-Chieri       | 3-1 | 25-16, 26-24, 22-25, 25-17 |
| 16-03              | Novara-Busto Arsizio | 3-0 | 25-21, 30-28, 25-18        |
| 16-03              | Sassuolo-Forlì       | 3-0 | 25-14, 25-19, 25-11        |

| Ventunesima giornata |                     |     |                                   |
|                      |                     |     |                                   |
| 22-03                | Altamura-Santeramo  | 3-1 | 27-25, 25-23, 20-25, 25-23        |
| 22-03                | Pesaro-Jesi         | 3-2 | 24-26, 22-25, 25-21, 25-22, 15-11 |
| 22-03                | Bergamo-Novara      | 3-2 | 25-15, 19-25, 25-23, 26-28, 15-11 |
| 22-03                | Perugia-Vicenza     | 3-0 | 25-20, 25-21, 25-16               |
| 22-03                | Forlì-Busto Arsizio | 0-3 | 15-25, 18-25, 17-25               |
| 22-03                | Chieri-Sassuolo     | 2-3 | 18-25, 16-25, 25-21, 25-23, 10-15 |

| Ventiduesima giornata |                       |     |                                   |
|                       |                       |     |                                   |
| 01-04                 | Novara-Pesaro         | 2-3 | 25-23, 23-25, 25-23, 21-25, 11-15 |
| 06-04                 | Vicenza-Altamura      | 3-1 | 25-19, 28-26, 20-25, 25-17        |
| 06-04                 | Santeramo-Chieri      | 3-1 | 25-19, 25-21, 23-25, 27-25        |
| 06-04                 | Busto Arsizio-Bergamo | 0-3 | 21-25, 18-25, 12-25               |
| 06-04                 | Jesi-Forlì            | 3-0 | 25-6, 25-19, 25-16                |
| 31-03                 | Sassuolo-Perugia      | 2-3 | 23-25, 26-24, 17-25, 25-21, 11-15 |

#### Classifica
| Pos. | Squadra            | Pt | G  | V  | P  | SV | SP | Ratio | PF    | PS    | Ratio |
| ---- | ------------------ | -- | -- | -- | -- | -- | -- | ----- | ----- | ----- | ----- |
| 1.   | Robursport Pesaro  | 57 | 22 | 20 | 2  | 64 | 20 | 3.200 | 2 001 | 1 779 | 1.124 |
| 2.   | Bergamo            | 52 | 22 | 17 | 5  | 60 | 26 | 2.307 | 1 965 | 1 719 | 1.143 |
| 3.   | Sirio Perugia      | 50 | 22 | 18 | 4  | 56 | 25 | 2.240 | 1 896 | 1 675 | 1.131 |
| 4.   | Asystel            | 44 | 22 | 15 | 7  | 52 | 32 | 1.625 | 1 914 | 1 776 | 1.007 |
| 5.   | Giannino Pieralisi | 38 | 22 | 13 | 9  | 45 | 37 | 1.216 | 1 889 | 1 789 | 1.055 |
| 6.   | Busto Arsizio      | 35 | 22 | 12 | 10 | 43 | 37 | 1.162 | 1 820 | 1 777 | 1.024 |
| 7.   | Santeramo          | 29 | 22 | 10 | 12 | 36 | 44 | 0.818 | 1 753 | 1 837 | 0.954 |
| 8.   | Sassuolo           | 27 | 22 | 8  | 14 | 37 | 45 | 0.822 | 1 812 | 1 825 | 0.992 |
| 9.   | Altamura           | 21 | 22 | 7  | 15 | 28 | 52 | 0.538 | 1 681 | 1 878 | 0.895 |
| 10.  | Vicenza            | 20 | 22 | 6  | 16 | 29 | 55 | 0.527 | 1 788 | 1 935 | 0.924 |
| 11.  | Chieri             | 19 | 22 | 5  | 17 | 32 | 55 | 0.581 | 1 881 | 2 004 | 0.938 |
| 12.  | Forlì              | 4  | 22 | 1  | 21 | 9  | 63 | 0.142 | 1 372 | 1 778 | 0.771 |

| Qualificata ai play-off scudetto | Retrocessa in Serie A2 |

### Play-off scudetto

#### Tabellone
|  | Quarti di finale | Quarti di finale  | Quarti di finale | Quarti di finale | Quarti di finale |                    |                   | Semifinali | Semifinali | Semifinali | Semifinali | Semifinali |  |  | Finale | Finale            | Finale | Finale | Finale | Finale | Finale |
|  |                  |                   |                  |                  |                  |                    |                   |            |            |            |            |            |  |  |        |                   |        |        |        |        |        |
|  | 1                | Robursport Pesaro | 3                | 3                |                  |                    |                   |            |            |            |            |            |  |  |        |                   |        |        |        |        |        |
|  | 8                | Sassuolo          | 1                | 2                |                  |                    |                   |            |            |            |            |            |  |  |        |                   |        |        |        |        |        |
|  | 8                | Sassuolo          | 1                | 2                |                  | 1                  | Robursport Pesaro | 3          | 3          |            |            |            |  |  |        |                   |        |        |        |        |        |
|  |                  |                   |                  |                  |                  | 1                  | Robursport Pesaro | 3          | 3          |            |            |            |  |  |        |                   |        |        |        |        |        |
|  |                  | 4                 | Asystel          | 1                | 1                |                    |                   |            |            |            |            |            |  |  |        |                   |        |        |        |        |        |
|  | 5                | 4                 | Asystel          | 1                | 1                | Giannino Pieralisi | 3                 | 0          | 1          |            |            |            |  |  |        |                   |        |        |        |        |        |
|  | 5                |                   |                  |                  |                  | Giannino Pieralisi | 3                 | 0          | 1          |            |            |            |  |  |        |                   |        |        |        |        |        |
|  | 4                | Asystel           | 1                | 3                | 3                |                    |                   |            |            |            |            |            |  |  |        |                   |        |        |        |        |        |
|  |                  |                   |                  |                  |                  |                    |                   |            |            |            |            |            |  |  | 1      | Robursport Pesaro | 3      | 3      | 3      |        |        |
|  |                  |                   | 3                | Sirio Perugia    | 1                | 1                  | 2                 |            |            |            |            |            |  |  |        |                   |        |        |        |        |        |
|  | 3                | Sirio Perugia     | 3                | 3                |                  |                    |                   |            |            |            |            |            |  |  |        |                   |        |        |        |        |        |
|  | 6                | Busto Arsizio     | 2                | 0                |                  |                    |                   |            |            |            |            |            |  |  |        |                   |        |        |        |        |        |
|  | 6                | Busto Arsizio     | 2                | 0                |                  | 3                  | Sirio Perugia     | 3          | 0          | 3          |            |            |  |  |        |                   |        |        |        |        |        |
|  |                  |                   |                  |                  |                  | 3                  | Sirio Perugia     | 3          | 0          | 3          |            |            |  |  |        |                   |        |        |        |        |        |
|  |                  | 2                 | Bergamo          | 2                | 3                | 2                  |                   |            |            |            |            |            |  |  |        |                   |        |        |        |        |        |
|  | 7                | 2                 | Bergamo          | 2                | 3                | 2                  | Santeramo         | 0          | 0          |            |            |            |  |  |        |                   |        |        |        |        |        |
|  | 7                |                   |                  |                  |                  |                    | Santeramo         | 0          | 0          |            |            |            |  |  |        |                   |        |        |        |        |        |
|  | 2                | Bergamo           | 3                | 3                |                  |                    |                   |            |            |            |            |            |  |  |        |                   |        |        |        |        |        |

#### Risultati
| Quarti di finale |                       |     |                                   |
|                  |                       |     |                                   |
| 09-04            | Sassuolo-Pesaro       | 1-3 | 19-25, 23-25, 25-21, 22-25        |
| 10-04            | Busto Arsizio-Perugia | 2-3 | 17-25, 25-23, 26-28, 25-22, 15-17 |
| 10-04            | Jesi-Novara           | 3-1 | 25-22, 21-25, 25-18, 25-19        |
| 10-04            | Santeramo-Bergamo     | 0-3 | 15-25, 14-25, 17-25               |

| 12-04 | Bergamo-Santeramo     | 3-0 | 25-12, 25-21, 25-9                |
| 12-04 | Novara-Jesi           | 3-0 | 25-26, 25-19, 25-16               |
| 12-04 | Perugia-Busto Arsizio | 3-0 | 25-19, 25-19, 29-27               |
| 12-04 | Pesaro-Sassuolo       | 3-2 | 20-25, 28-26, 17-25, 25-23, 18-16 |

| 14-04 | Novara-Jesi | 3-1 | 25-22, 25-20, 26-28, 25-16 |

| Semifinali |                 |     |                                   |
|            |                 |     |                                   |
| 16-04      | Perugia-Bergamo | 3-2 | 25-22, 19-25, 25-27, 25-22, 17-15 |
| 17-04      | Novara-Pesaro   | 1-3 | 25-23, 13-25, 21-25, 14-25        |

| 18-04 | Bergamo-Perugia | 3-0 | 25-15, 25-17, 25-19        |
| 19-04 | Pesaro-Novara   | 3-1 | 25-22, 25-19, 24-26, 25-22 |

| 20-04 | Bergamo-Perugia | 2-3 | 25-21, 18-25, 26-24, 15-25, 12-15 |

| Finale |                |     |                                   |
|        |                |     |                                   |
| 24-04  | Pesaro-Perugia | 3-1 | 21-25, 25-21, 25-16, 25-23        |
| 26-04  | Pesaro-Perugia | 3-1 | 25-22, 25-11, 22-25, 25-22        |
| 28-04  | Perugia-Pesaro | 2-3 | 18-25, 25-19, 25-17, 17-25, 12-15 |

## Verdetti
- Robursport Pesaro Campione d'Italia 2007-08 e qualificata alla Champions League 2008-09.
- Bergamo e  Sirio Perugia qualificate alla Champions League 2008-09.
- Asystel qualificata alla Coppa CEV 2008-09.
- Giannino Pieralisi qualificata alla Challenge Cup 2008-09.
- Forlì retrocessa in Serie A2 2008-09.

## Statistiche
| Rendimento individuale | Rendimento individuale | Rendimento individuale | Rendimento individuale |
| Pos.                   | Nome                   | Punti                  | Squadra                |
| ---------------------- | ---------------------- | ---------------------- | ---------------------- |
| 1                      | Carmen Țurlea          | 442                    | Sassuolo               |
| 2                      | Carolina Costagrande   | 410                    | Robursport Pesaro      |
| 3                      | Katarzyna Skowrońska   | 407                    | Asystel                |
| 4                      | Angelina Grün          | 402                    | Bergamo                |
| 5                      | Mirka Francia          | 469                    | Sirio Perugia          |
| 6                      | Elisa Togut            | 465                    | Giannino Pieralisi     |
| 7                      | Simona Rinieri         | 355                    | Giannino Pieralisi     |
| 8                      | Katarina Barun         | 350                    | Chieri                 |
| 9                      | Serena Ortolani        | 348                    | Busto Arsizio          |
| 10                     | Sheilla de Castro      | 346                    | Robursport Pesaro      |

| Attacchi vincenti | Attacchi vincenti    | Attacchi vincenti | Attacchi vincenti  |
| Pos.              | Nome                 | Punti             | Squadra            |
| ----------------- | -------------------- | ----------------- | ------------------ |
| 1                 | Carmen Țurlea        | 393               | Sassuolo           |
| 2                 | Katarzyna Skowrońska | 349               | Asystel            |
| 3                 | Angelina Grün        | 333               | Bergamo            |
| 4                 | Mirka Francia        | 332               | Sirio Perugia      |
| 5                 | Elisa Togut          | 330               | Giannino Pieralisi |
| 6                 | Carolina Costagrande | 322               | Robursport Pesaro  |
| 7                 | Katarina Barun       | 311               | Chieri             |
| 8                 | Sheilla de Castro    | 303               | Robursport Pesaro  |
| 9                 | Serena Ortolani      | 300               | Busto Arsizio      |
| 10                | Simona Rinieri       | 299               | Giannino Pieralisi |

| Muri vincenti | Muri vincenti        | Muri vincenti | Muri vincenti     |
| Pos.          | Nome                 | Punti         | Squadra           |
| ------------- | -------------------- | ------------- | ----------------- |
| 1             | Maja Poljak          | 95            | Bergamo           |
| 2             | Monica Marulli       | 89            | Santeramo         |
| 3             | Manuela Leggeri      | 85            | Vicenza           |
| 4             | Martina Guiggi       | 76            | Robursport Pesaro |
| 5             | Carolina Costagrande | 73            | Robursport Pesaro |
| 6             | Elena Busso          | 67            | Chieri            |
| 7             | Ivana Plchotová      | 64            | Sassuolo          |
| 8             | Paola Paggi          | 62            | Asystel           |
| 8             | Kateřina Bucková     | 62            | Busto Arsizio     |
| 10            | Lucía Paraja         | 61            | Altamura          |

| Battute vincenti | Battute vincenti     | Battute vincenti | Battute vincenti   |
| Pos.             | Nome                 | Punti            | Squadra            |
| ---------------- | -------------------- | ---------------- | ------------------ |
| 1                | Angelina Grün        | 31               | Bergamo            |
| 2                | Katarzyna Skowrońska | 29               | Asystel            |
| 3                | Sônia Benedito       | 22               | Santeramo          |
| 4                | Simona Rinieri       | 21               | Giannino Pieralisi |
| 5                | Giovanna Baliana     | 20               | Chieri             |
| 5                | Marcelle Rodrigues   | 20               | Giannino Pieralisi |
| 7                | Heather Bown         | 19               | Giannino Pieralisi |
| 8                | Fernanda Ferreira    | 18               | Santeramo          |
| 8                | Serena Ortolani      | 18               | Busto Arsizio      |
| 10               | Christiane Fürst     | 17               | Robursport Pesaro  |

| Ricezioni perfette | Ricezioni perfette | Ricezioni perfette | Ricezioni perfette |
| Pos.               | Nome               | Punti              | Squadra            |
| ------------------ | ------------------ | ------------------ | ------------------ |
| 1                  | Sônia Benedito     | 315                | Santeramo          |
| 2                  | Ana Paula Ferreira | 300                | Altamura           |
| 3                  | Chiara Arcangeli   | 282                | Sirio Perugia      |
| 4                  | Monica De Gennaro  | 274                | Vicenza            |
| 5                  | Valentina Cozzi    | 271                | Sassuolo           |
| 6                  | Manuela Secolo     | 270                | Chieri             |
| 7                  | Simona Rinieri     | 260                | Giannino Pieralisi |
| 8                  | Chiara Negrini     | 254                | Giannino Pieralisi |
| 9                  | Elke Wijnhoven     | 245                | Robursport Pesaro  |
| 10                 | Matea Ikić         | 239                | Vicenza            |

NB: I dati sono riferiti esclusivamente alla regular season.